# El Paradero
El Paradero (nome traduzível para a língua portuguesa, como: O paradeiro) é uma cidade venezuelana, capital do município de José Felipe Márquez Cañizales, que conta com 4.237 habitantes. Este município é um dos 20 municípios que fazem parte do Estado Trujillo na Cordilheira dos Andes.